# استراتيجية التكنولوجيا
استراتيجية التكنولوجيا (استراتيجية تكنولوجيا المعلومات أو استراتيجية تكنولوجيا المعلومات والاتصالات) هي الخطة الشاملة الت
ي تتكون من الأهداف والمبادئ والتكتيكات المتعلقة باستخدام التكنولوجيا داخل منظمة معينة. تركز هذه الاستراتيجيات في المقام الأول على التكنولوجيا نفسها، وفي بعض الحالات على الأشخاص الذين يديرون هذه التكنولوجيا بشكل مباشر. يمكن استنتاج الإستراتيجية من سلوكيات المنظمة تجاه قرارات التكنولوجيا، ويمكن أن يتم توثيقها في وثيقة. تشمل الإستراتيجية الرؤية الرسمية التي توجه عملية اقتناء موارد تكنولوجيا المعلومات وتخصيصها وإدارتها حتى تتمكن من المساعدة في تحقيق الأهداف التنظيمية.
وتركز الأجيال الأخرى من الاستراتيجيات المتعلقة بالتكنولوجيا في المقام الأول على: كفاءة إنفاق الشركة على التكنولوجيا؛ كيف يستغل الأشخاص، على سبيل المثال عملاء المؤسسة وموظفوها، التكنولوجيا بطرق تخلق قيمة للمؤسسة؛ على التكامل الكامل للقرارات المتعلقة بالتكنولوجيا مع استراتيجيات الشركة وخطط التشغيل، بحيث لا توجد استراتيجية تكنولوجية منفصلة بخلاف المبدأ الاستراتيجي الفعلي الذي لا تحتاجه المنظمة أو أن يكون لديها "استراتيجية تكنولوجية" منفصلة.
لقد تم تقليديًا التعبير عن استراتيجية التكنولوجيا في وثيقة تشرح كيفية استخدام التكنولوجيا كجزء من استراتيجية الشركة العامة للمؤسسة وكل استراتيجية عمل. في حالة تكنولوجيا المعلومات، عادة ما يتم صياغة الاستراتيجية من قبل مجموعة من الممثلين من كل من قطاع الأعمال وتكنولوجيا المعلومات. غالبًا ما يتولى قيادة استراتيجية تكنولوجيا المعلومات كبير موظفي التكنولوجيا (CTO) أو ما يعادله. تختلف المسؤولية بالنسبة لاستراتيجيات المنظمة فيما يتعلق بفئات التكنولوجيا الأخرى. على الرغم من أن العديد من الشركات تكتب خطة عمل شاملة كل عام، إلا أن استراتيجية التكنولوجيا قد تغطي التطورات على بُعد يتراوح بين ثلاث وخمس سنوات.
وحددت الولايات المتحدة الحاجة إلى تنفيذ استراتيجية تكنولوجية من أجل استعادة الميزة التنافسية للبلاد. في عام 1983، تم إنشاء مشروع سقراط، وهو برنامج تابع لوكالة استخبارات الدفاع الأمريكية، لتطوير سياسة استراتيجية وطنية للتكنولوجيا.

## استراتيجية فعالة
تتضمن استراتيجية التكنولوجيا الناجحة توثيق افتراضات التخطيط وتطوير مقاييس النجاح. وهي تضع استراتيجية موجهة نحو المهمة، والتي تضمن توافق المبادرات مع أهداف المنظمة وغاياتها. يؤكد هذا الجانب على أن الهدف الأساسي لتصميم استراتيجية التكنولوجيا هو التأكد من إمكانية تحقيق استراتيجية العمل من خلال التكنولوجيا وأن الاستثمارات التكنولوجية تتماشى مع الأعمال التجارية. يؤكد بعض الخبراء أن استراتيجية التكنولوجيا الناجحة هي تلك التي يتم دمجها ضمن استراتيجية العمل الشاملة للمنظمة، ليس فقط للمساهمة في مهمة الشركة ورؤيتها، ولكن أيضًا للحصول على الدعم منها.
هناك أطرعمل متاحة (على سبيل المثال، ASSIMPLER ) توفر رؤى حول استراتيجية الأعمال الحالية والمستقبلية، وتقييم توافق الأعمال مع تكنولوجيا المعلومات وفقًا لمعايير مختلفة، وتحديد الثغرات، وتحديد خرائط طريق التكنولوجيا والميزانيات. وتسلط هذه الضوء على المعلومات الأساسية، والتي تشمل ما يلي:
- العناصر الهامة لاستراتيجية تكنولوجيا المعلومات هي تكنولوجيا المعلومات والتخطيط الاستراتيجي اللذان يعملان معًا.
- إن مواءمة استراتيجية تكنولوجيا المعلومات هي قدرة وظائف تكنولوجيا المعلومات على تشكيل ودعم استراتيجية الأعمال.
- الدرجة التي تدعم بها مهمة تكنولوجيا المعلومات وأهدافها وخططها وتدعمها مهمة العمل وهدفه وخططه.

لكي تكون الإستراتيجية فعالة، يجب أيضًا أن تجيب على أسئلة حول كيفية إنشاء القيمة وتقديمها والحصول على القيمة. من أجل خلق القيمة، يحتاج المرء إلى تتبع التكنولوجيا والتنبؤ بكيفية تطور التكنولوجيا، وكيف يتغي اختراق السوق، وكيفية التنظيم بفعالية. ويتطلب الحصول على القيمة معرفة كيفية اكتساب الميزة التنافسية والحفاظ عليها، وكيفية التنافس في حالة أهمية معايير التكنولوجيا. الخطوة الأخيرة هي تقديم القيمة، حيث تحدد الشركات كيفية تنفيذ الإستراتيجية واتخاذ القرارات الإستراتيجية واتخاذ الإجراءات الحاسمة. إن عملية التوافق الاستراتيجي هي عملية تدريجية تساعد المديرين على الاستمرار في التركيز على مهمة محددة من أجل تنفيذ المهمة وتقديم القيمة.

## النموذج الفوقي لاستراتيجية تكنولوجيا المعلومات (IT)
تماشيًا مع نهج بيان قابلية التطبيق (SOA)، تتكون استراتيجية تكنولوجيا المعلومات من نموذج قدرة تكنولوجيا المعلومات (ITCM) ونموذج تشغيل تكنولوجيا المعلومات (IT-OM) على النحو المقترح من قبل نموذج استراتيجية تكنولوجيا المعلومات Haloedscape. 

## إطار استراتيجية تكنولوجيا المعلومات (IT)
تم تبسيط عملية استراتيجية تكنولوجيا المعلومات من خلال إطار يتكون من إدارة خدمات تكنولوجيا المعلومات (ITSM  )، وتطوير البنية المؤسسية (TOGAF) والحوكمة (COBIT). تم تصميم إستراتيجية تكنولوجيا المعلومات على أنها خدمة تكنولوجيا معلومات رأسية يتم تطبيقها ودعمها بواسطة كل طبقة أفقية من بنية SOA. لمزيد من التفاصيل، راجع إطار عمل استراتيجية تكنولوجيا المعلومات Haloedscape. 

## الهيكل النموذجي لاستراتيجية تكنولوجيا المعلومات (IT)
فيما يلي عادةً أقسام من استراتيجية التكنولوجيا:
- الملخص التنفيذي – هذا ملخص لاستراتيجية تكنولوجيا المعلومات.
  - فوائد تنظيمية عالية المستوى.
  - هدف المشروع ونطاقه.
  - منهج ومنهجية المشاركة.
  - العلاقة باستراتيجية العمل الشاملة.
  - ملخص الموارد.
    - التوظيف.
    - الميزانيات.
    - ملخص المشاريع الرئيسية.
- القدرات الداخلية.
  - إدارة محفظة مشاريع تكنولوجيا المعلومات – جرد المشاريع الحالية التي يديرها قسم تكنولوجيا المعلومات وحالتها. ملاحظة: ليس من الشائع الإبلاغ عن حالة المشروع الحالية داخل وثيقة استراتيجية ذات نظرة مستقبلية. إظهار عائد الاستثمار (ROI) والجدول الزمني لتنفيذ كل تطبيق.
  - كتالوج للتطبيقات الموجودة المدعومة، ومستوى الموارد المطلوبة لدعمها.
  - الاتجاهات والأساليب المعمارية لتنفيذ حلول تكنولوجيا المعلومات.
  - أقسام تكنولوجيا المعلومات الحالية.

يتضمن تحليل SWOT تحليل SWOT
- نقاط القوة
  - نقاط القوة الحالية لأقسام تكنولوجيا المعلومات.
- نقاط الضعف
  - نقاط الضعف الحالية في قسم تكنولوجيا المعلومات.
- قوى خارجية
  - ملخص التغييرات المدفوعة من خارج المنظمة.
  - ارتفاع توقعات المستخدمين.
    - مثال: نمو واجهات مستخدم الويب عالية الجودة المدفوعة بتقنية Ajax.
    - مثال: توفر أنظمة إدارة التعلم مفتوحة المصدر.

  - قائمة مشاريع تكنولوجيا المعلومات الجديدة التي طلبتها المنظمة.
- فرص
  - وصف الفرص الجديدة لخفض التكاليف أو زيادة الكفاءة.
    - مثال: قائمة بمقاولي الخدمات المهنية المتاحين للمشاريع قصيرة المدى.

  - وصف لكيفية تأثير قانون مور (المعالجات أو الشبكات أو التخزين الأسرع بتكاليف أقل) على عائد استثمار المؤسسة للتكنولوجيا.
- التهديدات
  - وصف القوى التخريبية التي يمكن أن تجعل المنظمة أقل ربحية أو تنافسية.
  - تحليل استخدام تكنولوجيا المعلومات حسب المنافسة.
- الهيكل التنظيمي والحوكمة لتكنولوجيا المعلومات.
  - أدوار ومسؤوليات منظمة تكنولوجيا المعلومات.
  - وصف دور تكنولوجيا المعلومات.
  - حوكمة تقنية المعلومات.
- معالم
  - قائمة بالمعالم الشهرية أو الربع سنوية أو منتصف العام وتواريخ المراجعة للإشارة إلى ما إذا كانت الإستراتيجية تسير على المسار الصحيح.
  - قم بإدراج اسم المعالم والتسليمات والمقاييس.

## جمهور
عادة ما يتم تصميم وثيقة استراتيجية التكنولوجيا ليتم قراءتها من قبل أصحاب المصلحة غير التقنيين المشاركين في تخطيط الأعمال داخل المنظمة. وينبغي أن تكون خالية من المصطلحات التقنية ومختصرات تكنولوجيا المعلومات.
وينبغي أيضًا تقديم أو قراءة استراتيجية تكنولوجيا المعلومات من قبل موظفي تكنولوجيا المعلومات الداخليين. ستقوم العديد من المؤسسات بتوزيع إصدارات العام السابق على قسم تكنولوجيا المعلومات الداخلي للحصول على تعليقات، يتم استخدام التعليقات لإنشاء خطط إستراتيجية سنوية جديدة لتكنولوجيا المعلومات.
إحدى نقاط التكامل الحاسمة هي الواجهة مع خطة التسويق الخاصة بالمؤسسة، تتطلب خطة التسويق في كثير من الأحيان دعم موقع ويب لإنشاء تواجد مناسب عبر الإنترنت. غالبًا ما يكون لدى المؤسسات الكبيرة متطلبات معقدة لموقع الويب، مثل إدارة محتوى الويب.

## تطبيق
من المرجح أن يتبع تنفيذ استراتيجية التكنولوجيا الإجراء التقليدي المتخذ عند تنفيذ استراتيجية العمل أو التغييرات المخططة للمؤسسة ضمن ما يسمى بإطار إدارة التغيير. في الأساس، يتم توجيهها من قبل مدير يشرف على العملية، والتي يمكن أن تشمل الحصول على مؤسسة مستهدفة. على سبيل المثال، في مجال الاستكشاف المنهجي للتكنولوجيات الناشئة، يساعد هذا النهج في تحديد مدى الأهمية والفرص التي توفرها التكنولوجيات الجديدة للأعمال التجارية من خلال آليات التقييم المحددة جيدًا والتي يمكن أن تبرر اعتمادها بشكل فعال. 

## العلاقة بين الإستراتيجية وهندسة تكنولوجيا المؤسسات
تشير وثيقة استراتيجية التكنولوجيا عادة إلى البنية الشاملة للمؤسسة ولكنها لا تكررها، قد تشير استراتيجية التكنولوجيا إلى:
- عرض رفيع المستوى للهندسة المنطقية لأنظمة تكنولوجيا المعلومات.
- عرض رفيع المستوى للهندسة المادية لأنظمة تكنولوجيا المعلومات.
- خطة ترشيد التكنولوجيا.